# فيل نيل (لاعب كرة قدم)
فيل نيل (بالإنجليزية: Phil Neale)‏ هو لاعب كرة قدم بريطاني، ولد في 5 يونيو 1954. لعب مع سكونثورب يونايتد ولينكولن سيتي أف سي.

## وصلات خارجية
- فيل نيل على موقع إي آس بي آن كريك إنفو (الإنجليزية)